# 淡定狗
「淡定狗」（英語：chill guy，直譯為「冷靜哥」），或称“我的新角色”（My new character），是一張由藝術家「philb」菲利普·班克斯（Phillip Banks）創作，並在2023年10月4日發佈在其X個人帳戶上的數位藝術圖片，隨後演變成網路迷因。圖中有一位穿着灰色的毛衣、藍色的牛仔褲及紅色的運動鞋，雙手插進褲袋裡且露出悠然自得微笑擬人化的男性小狗，擺出一副「淡定」姿態。作品在發佈之初並未得到太大迴響，直到接近一年後的2024年8月30日，一名TikTok用戶將它與其他迷因結合在一起並製作成幻燈片後，才使「淡定狗」在社交媒體上開始廣泛傳播。在接下來的數天，類似的迷因亦收獲數以千萬的瀏覽量，更吸引AMC電影院、可口可樂公司和亞特蘭大老鷹等各大品牌企業籍此宣傳他們的產品。
該數位作品在基於牠而出現的迷因币「$CHILLGUY」迅速於兩天內從1000萬美元飆升至超過4.8亿美元後，於2024年11月20日二度走紅。這一升幅在一定程度上源於薩爾瓦多總統納伊布·布格磊在X發帖支持。然而包括該迷因币在內，絕大部分取用班克斯畫作作商業用途的商品皆未經授權，而他本人亦決定為「淡定狗」的原圖注冊版權，並嘗試訴諸法律要求下架。聲明發佈後，「$CHILLGUY」的市值直接腰斬近一半，班克斯隨後更遭人肉搜索，迫使他將自己的X帳戶設置為私人狀態，以避免遭進一步騷擾。
部分媒體指出「淡定狗」之所以在網路上引起共鳴，除了因為角色設計本身十分有趣且通俗之外，還帶有鼓勵人們以無壓力與輕鬆自在的態度自助自立的意味。此外，《今日美國》在2024年年終將該迷因評為2024年最熱門迷因之一。

## 描繪
「淡定狗」的原圖內有一隻雙手插袋，面帶譏笑，並穿著灰色圓領毛衣、淺藍色牛仔褲和帶污漬的紅色匡威鞋的男性擬人小狗。作菲利普·班克斯在圖片說明中形容他是一隻「淡定狗」。部分媒體認為該角色以美國動畫《亞瑟小子》和《微笑好友》的查理·唐普勒（Charlie Dompler）為創作靈感，但班克斯回應指他沒有從任何作品中取材。至於角色的名字，班克斯稱相比起「我的新角色」，自己更喜歡貼近創作初衷一點的「淡定狗」。

## 歷史
2023年10月4日，藝術家「philb」菲利普·班克斯（Phillip Banks）在其Twitter（現已更名X）發布了一幅原創插畫，並配文「我的新角色。他的整體特徵是放鬆且毫不在意的態度。」此後，班克斯將該作品上傳至Instagram Reels。該插畫迅速引起廣泛關注，並成為網路迷因的靈感來源。在此基礎上，Banks創作了另一幅名為「Unchill gal」（衝動妹）的作品，該角色設計採用與前作相反的配色方案，表現出更嚴肅、不輕鬆的表情。
該插畫於2024年8月30日經TikTok用戶「.blitzerzz」的幻燈片作品重新走紅。該影片結合了插畫、罗迪·里奇的歌曲〈Ricch Forever〉，以及《蓋酷家庭》的片段而吸引大量關注。 同年9月4日，另一位TikTok用戶改編使用美劇《嗜血法医》的台詞製作影片，該影片獲得超過450萬次觀看，次日的轉發版本更累積1380萬次觀看量。隨後幾天內，基於其他流行電視劇台詞進行改編的內容亦在TikTok和X平台上廣泛流傳。根據Times Now的分析，這些迷因因其幽默輕鬆的特質，以及對「專注自我」與「減輕壓力」及自助鼓勵而受到歡迎，並引發與插畫相關的Cosplay及粉絲創作，甚至成為當年萬聖節裝扮的靈感來源。截至2024年底，Banks的原始貼文在社交媒體累計超過10萬次點讚及數萬次轉發。

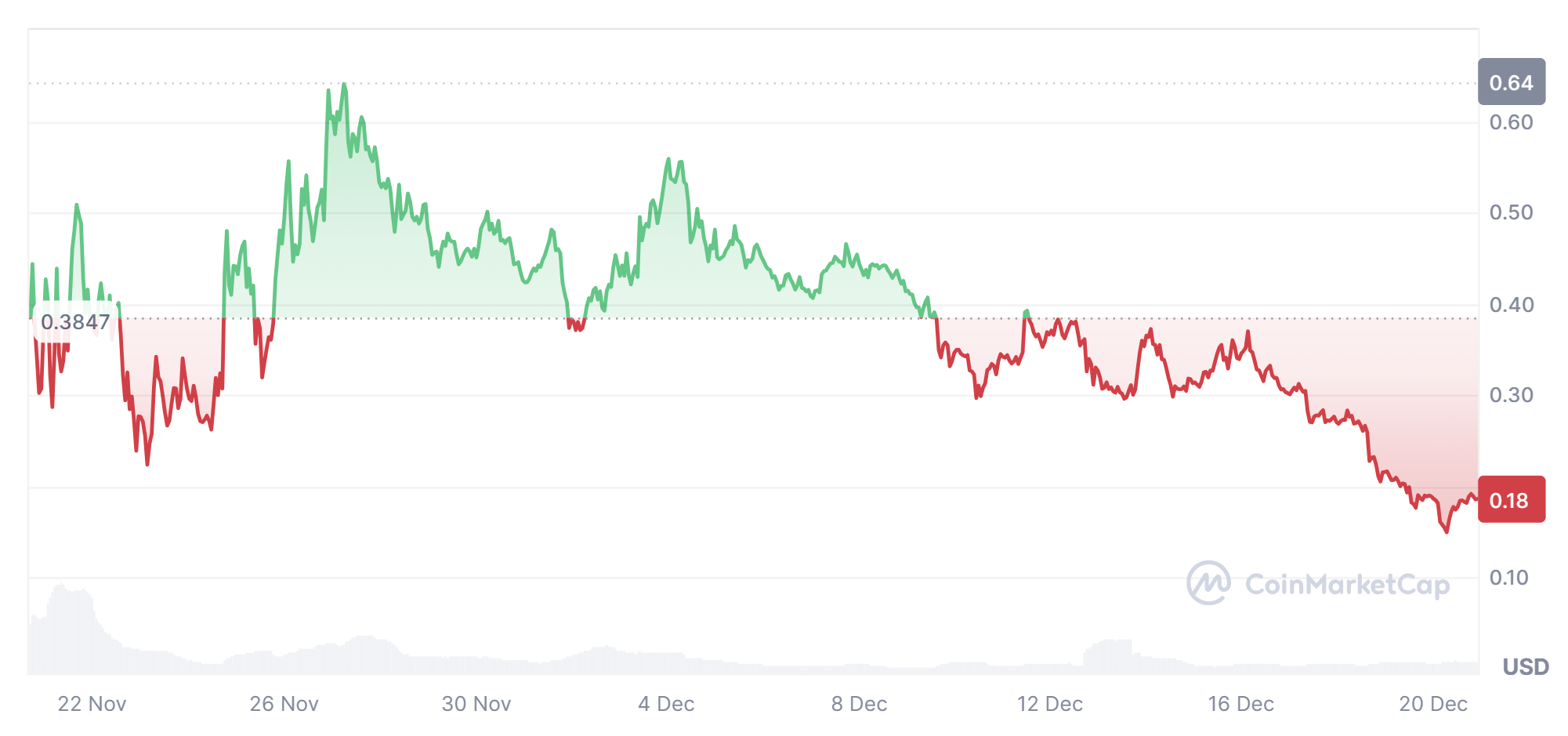
迷因幣$CHILLGUY在2024年11月20日到12月20日的幣值

2024年11月，淡定狗因迷因幣$CHILLGUY的熱潮再度受到矚目。該加密貨幣於2024年9月由匿名創作者發行，並在Solana平台上快速增長，市值於11月20日達到4.88億美元，成為該平台第七大迷因幣。迷因幣的流行部分得益於薩爾瓦多總統納伊布·布克萊在X分享相關插畫，以及社交媒體上的流行趨勢與錯失恐懼心理。TikTok用戶「stopscrolling_22」於11月17日發表的「Chill Girl」版本（為Chill Guy角色增加長髮元素）進一步助推迷因熱潮。與此同時，迷因內容開始聚焦於男性心理健康議題，在TikTok上形成廣泛傳播。
此外，多個知名品牌與名人，包括《最後一戰系列》、UFC重量級拳手乔恩·琼斯、NCAA一级男子篮球锦标赛、美式橄欖球頻道CBS、饒舌歌手Sexyy Red以及雪碧在歐洲的經銷商等，均在其社交媒體帳號中引用該插畫。
班克斯對插畫的商業用途保持強烈反對態度。他於2024年11月在Twitter與Instagram上公開聲明：「我不支持或同意將我的作品用於任何與加密貨幣相關的用途。」他同時透露已為該作品申請版權，並將對未經授權的商品與迷因幣採取法律行動，但表示品牌社交帳號的使用不在此範疇內。因不堪網路騷擾，班克斯將X帳號設為私密，並透露自己遭到人肉搜索。
在班克斯聲明發布後，$CHILLGUY迷因幣的市值從4.88億美元下降至2.2億美元，但隨後略有回升。2024年12月12日，一個自稱由班克斯營運的X帳號宣布已授權$CHILLGUY的使用，導致幣值當日上漲22%至30%。然而，該帳號隨後被證實為駭客冒充，消息曝光後迷因幣價格在次日暴跌超過35%。

## 反應
美國報章在2024年底《今日美國》把「淡定狗」列進2024年十大最佳迷因榜單中，而印度數位媒體ScoopWhoop亦評價它為八佳迷因之一。在對上曼城的英超比賽中攻入致勝球，助球隊以2–1反勝的曼聯翼鋒阿马德·迪亚洛在賽後引用了「淡定狗」的迷因句式：「我每天都努力訓練，只為收獲這一刻、活在這一刻。我高興球隊對我的表現感到滿意，因為我是一位Chill guy」。

## 外部連結
- 班克斯發佈的「淡定狗」原圖於Twitter.